# Cafova ulica (Maribor)

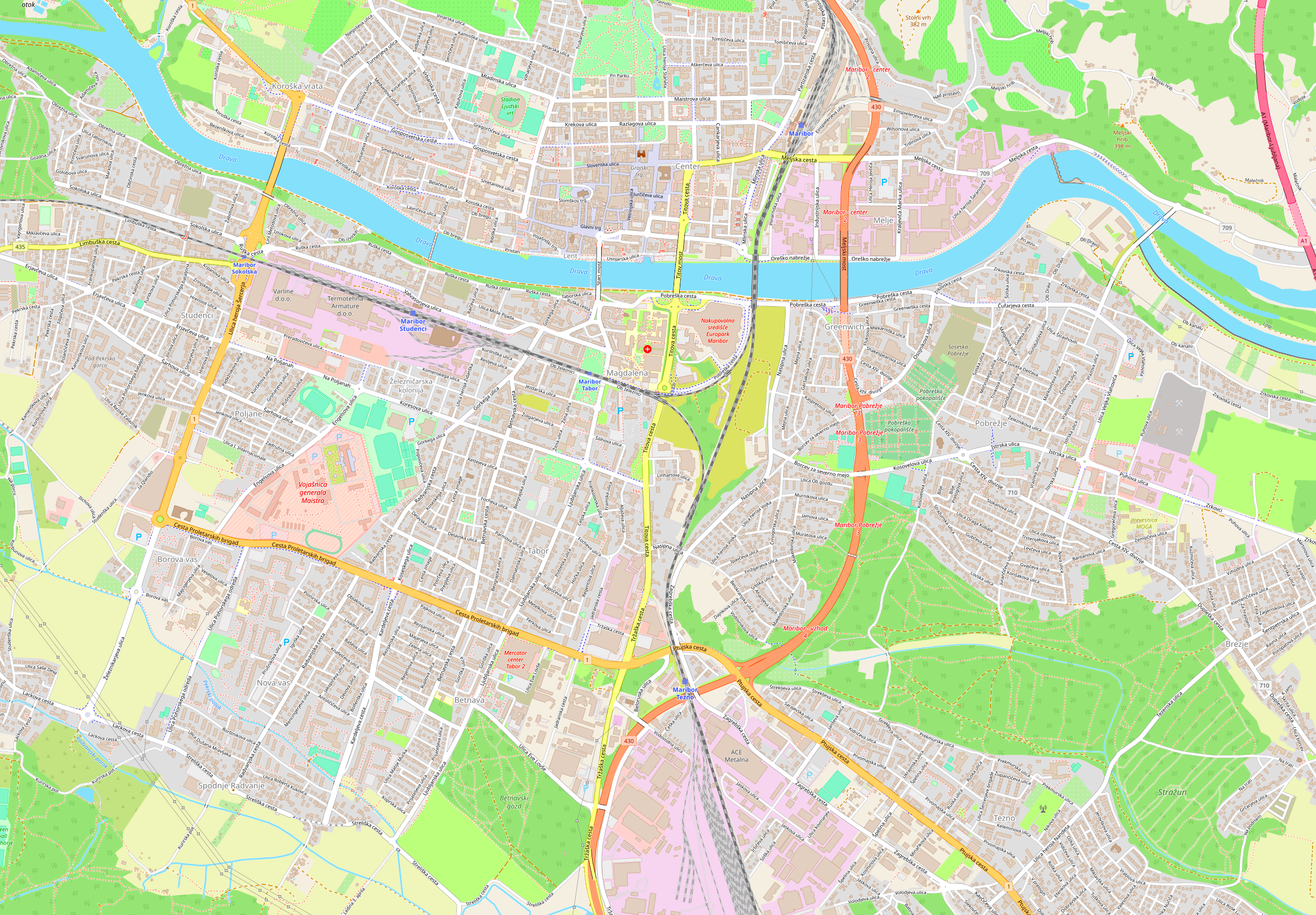

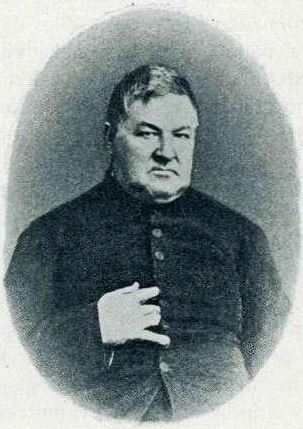
Oroslav Jurij Caf (1814–1874)

Cafova ulica (Caf-Gasse) ist der Name einer Straße im Bezirk Ivan Cankar der Stadtgemeinde Maribor, Slowenien. Sie ist benannt nach dem slowenischen Sprachwissenschaftler, Dichter und katholischen Priester Oroslav Caf (1814–1874).

## Geschichte
Die Straße wurde in der zweiten Hälfte des 19. Jahrhunderts in der damaligen Marburger Grazer Vorstadt als Hamerling-Gasse neu angelegt.
Der Name bezog sich auf den österreichischen Dichter und Schriftsteller Robert Hamerling (1830 bis 1889). In den Jahren 1919 und 1945 erhielt die Straße ihren heutigen Namen. In der Zeit der deutschen Besatzung von 1941 bis 1945 wurde sie erneut Hamerling-Gasse genannt.

## Lage
Die Straße beginnt am südwestlichen Ende des Boris-Kidrič-Platzes und verläuft, parallel zur westlich gelegenen Cankarjeva ulica, nach Süden bis zur Partizanska cesta.